# Moïse Narboni
Pour les articles homonymes, voir Narboni.
Ne doit pas être confondu avec Moshe haDarshan.
Moïse Narboni ou Moshe ben Josué ben Mar David de Narbonne (hébreu : משה בן מאיר או בן יהושע Moshe ben Meïr ou ben Yehoshoua ; catalan : mestre Vidal Bellshom ; espagnol : maestro Vidal Blasom)  est un rabbin, philosophe, exégète, traducteur et médecin catalan du XIVe siècle (Perpignan, circa 1300 EC - 1362 EC). Il a été grandement influencé par la philosophie d'Averroès et de Maïmonide.

## Sa pensée
Rabbin, théologien et philosophe juif, auteur de nombreux commentaires sur des textes religieux, théologiques et philosophiques, il est surtout réputé pour son commentaire sur le Guide des Égarés de Maïmonide, auquel il s'oppose souvent. En effet, tenant de la philosophie d'Averroès qu'il a adoptée et adaptée au judaïsme, en particulier la notion d'intellect agent, il critique l'influence de la métaphysique néoplatonicienne d'Avicenne sur l'œuvre de Maïmonide.
Les positions de Moïse Narboni sont donc très parallèles à celles d'Averroès: la perfection de l'esprit l'emmène au niveau de l'Intellect agent, avec lequel il finit par fusionner, pour dès lors contrôler tant l'esprit que la matière.
Selon cette théorie, la prophétie et le miracle sont le fruit d'une certaine forme de pensée agissant sur la matière, pensée possédée par les prophètes, mais qui adaptent ces idées au niveau de compréhension de leur audience.
Ceci dénote tout de même d'une certaine idée néo-platonicienne, où une hiérarchie existe au niveau des intellects et est corrélée avec une hiérarchie dans la liaison de l'intellect aux existants.
De même, l'idée de ce qu'il est convenable de faire débouche sur la création de cet état de choses, et la religion se manifeste matériellement par une certaine forme de pratique.
La Torah, qui est parfaite, consiste en doctrines vraies, qui s'accordent avec des pratiques élaborées de façon à conduire à un état favorable, compatible avec ces vraies croyances. La Torah est donc très difficilement compréhensible dans sa globalité, et en fait, seul Moïse y parvient (ceci fait encore une fois écho à Averroès, qui pense néanmoins, et logiquement, que ce rôle n'a pu être tenu que par Mahomet).
Narboni pense également qu'une chose n'est possible que si elle existe (à un certain moment), et que par conséquent, dans un univers éternel (donc incréé), s'il peut y avoir une créature parfaite, il y en aura forcément une, et il s'agit encore une fois de Moïse. Moïse étant seul parfait, personne ne peut l'être en dehors de lui, et personne ne peut comprendre les raisons de toutes les doctrines toraniques. Il faut donc les accepter sur base de la seule foi.
Comme Maïmonide, Moïse Narboni pense que l'étude de la Torah devrait être réservée à l'élite, les autres ne pouvant comprendre les raisons des commandements, et s'épuisant dans une recherche futile, frustrante, menant in fine à la mécréance.
Les prophètes sont précisément là pour ces petites gens, capables de traduire des vérités de l'intellect (c’est-à-dire philosophiques) en langage imaginatif, qui impressionne les masses et leur enjoint la pratique des commandements.
En conclusion, le prophète est un philosophe, et seuls les philosophes peuvent comprendre précisément le sens des paroles d'un prophète. Eux seuls devraient donc s'adonner à la recherche du sens des commandements, comme il a été dit plus haut.

## Œuvres
- Le Chemin de la vie, 1350 (traité médical).
- Commentaire de l'Épître sur la possibilité de la conjonction d'Averroès, 1344.
- Commentaire du Guide des Égarés de Maïmonide, 1362.
- Commentaire sur Les Intentions des philosophes d'Al-Ghazâlî, 1345-1350.
- Commentaire sur le Livre des Lamentations, 1342-1343.
- Épître du libre arbitre.
- Traité sur la perfection de l'âme.